# Гарри, Алексей Николаевич
Алексе́й Никола́евич Га́рри (Иона—Яков Леонидович Эрлих; 24 декабря 1902 [6 января 1903], Париж — 20 мая 1960, Москва) — русский советский журналист, писатель.

## Биография
Родился в 1903 году в Париже. Отчим – профессор-хирург, мать – домашняя хозяйка. Детство провел в Петербурге. В 1917 году сменил имя, год и место рождения, вступил в РСДРП(б) и Красную гвардию. В конце 1918 года послан ЧК на подпольную работу на Украину. Служил в боевой дружине Григория Котовского. В 1918–1923 годах в составе его корпуса участвовал в Гражданской войне на командных должностях, в том числе адъютантом Котовского. Был ранен, контужен, дважды награжден орденом Красного Знамени. В 1923 году выбыл из партии.
Работал в печати в Харькове.
В 1930 году привлекался к ответственности за шпионаж, осужден на 10 лет заключения в лагере. В октябре 1931 году реабилитирован.
С 1931 по 1938 год снова работал в печати. В 1933 году принят в Союз писателей СССР. В 1935 году переехал в Москву.
В декабре 1936 года стал сексотом НКВД. В июле 1937 года был арестован «за систематическое распространение клеветнических слухов и восхваление врагов народа», но суду не предавался и был освобожден по личному приказу Ежова. 14 января 1938 года снова арестован как участник террористической организации, готовившей покушение на членов политбюро. В декабре 1938 года осужден на 8 лет лагерей. Отбывал заключение в Норильске — работал переводчиком, консультантом, редактором «Бюллетеня технической информации», исполнял обязанности начальника НТБ. В начале 1944 года досрочно освобожден за хорошую работу в Норильском комбинате НКВД. До 1950 года жил в Норильске, работал старшим инженером техотдела комбината, затем — в Красноярском крае, с 1953 года — в Москве.
Реабилитирован в 1954 году. Похоронен в Москве на Новодевичьем кладбище (120 секция колумбария).

### Семья
Жена — Мария Александровна Гарри (1905—1973), балерина Большого театра.

## Творчество
Печатался с 1920 года в газете «Известия», литературно-художественных журналах. Издал несколько книг очерков и рассказов. Роман «Без фанфар» опубликован посмертно (1962).

### Избранные сочинения
Источник — Электронные каталоги РНБ Архивная копия от 3 марта 2016 на Wayback Machine
- Гарри А. Н. Без фанфар: [Роман]. — Новосибирск: Кн. изд-во, 1962. — 262 с.
- Гарри А. Н. Европа под ногами: Очерки. — М.: Федерация, 1930. — 176 с.
- Гарри А. Н. Конец Петлюры: Рассказы. — М.: Журн.-газ. объединение, 1934. — 32 с. — (Библиотека «Огонек»; № 24 (795))
- Гарри А. Н. Огонь. Эпопея Котовского. — М.: Сов. лит-ра, 1934. — 205 с.
- Гарри А. Н. Паника на Олимпе: [Очерки]. — Л.: Изд-во писателей в Ленинграде, 1934. — 195 с.
- Гарри А. Н. Льды и люди. [Поход «Малыгина»]. — М.: Огонек, 1928. — 48 с. — (Библиотека «Огонек»; № 403)
- Гарри А. Н. По следам Амундсена. /Поход «Малыгина»/. — М.; Л. : Молодая гвардия, 1930. — 156 с. — (Библиотека советских экспедиций. Для детей среднего и старшего возраста)
- Гарри А. Н. И. И. Мозжухин. [Очерк-характеристика]. — М.; Л.: Кино-изд-во РСФСР Кинопечать, 1927. — 15 с.
  -  — 2-е изд.. — М.; Л.: Кино-изд-во РСФСР Кинопечать, 1927. — 16 с.
- Гарри А. Н. Последний караван; [В глухой тайге; Зайчик]: Повести. — М.: Трудрезервиздат, 1956. — 247 с.
- Гарри А. Н. Рассказы о Котовском. — М.: Мол. гвардия, 1959. — 254 с.
- Гарри А. Н. Скарамуш. [Кино-фильма]. — М.: Теакинопечать, [1927]. — 16 с.
- Гарри А. Н. Снег на крыльях: Для средн. и старш. возраста. — М.: Детгиз, 1935. — 48 с.
- Гарри А. Н. Струны: [Рассказы]. — М.: Сов. писатель, 1935. — 207 с.
- Гарри А. Н. Тамбовский рейд. [Рассказ о борьбе красных партизан с белобандитами] Для старш. возраста. — М.; Л.: Детиздат, 1938. — 32 с. — (Историко-революционная библиотечка)
  - Тамбовскöй рейд / серп. А. Короткин. — Сыктывкар: Комигиз, 1939. — 38 с. — (Ист.-рев. б-ка)
- Гарри А. Н., Ефимов Б. Путешествие чудаков по Европе. [На самолете «Крылья советов»]. — М.: акц. изд. о-во Огонек, 1929. — 60 с.
- Гарри А., Кассиль Л. Потолок мира. [К полету стратостата «СССР»]. — М.: Совет. лит., 1934. — 131 с.
- Павлов В. К., Гарри А. Как нужно делать газету. — М.: Работник просвещения, 1928. — 196 с.